# غور-تكس
غور-تكس (بالإنجليزية: Gore-Tex)‏ عبارة عن نسيج اصطناعي مقاوم للماء، وهو اسم علامة تجارية لشركة W.L. Gore and Associates، والذي اختراع سنة 1969.
يتكون قماش غور-تكس من ألياف متعدد رباعي فلورو الإيثيلين، والتي تبدي خواص مميزة عند تعريضها للشد والمد الميكانيكي تحت تأثير الحرارة.
يتميز قماش غور-تكس بأنه يدفع الماء عن سطحه، ولكنه بالمقابل يسمح لبخار الماء بالعبور خلاله، مما يجعله عملياً في صناعة الواقيات المطرية ومعدات الوقاية الشخصية، بالإضافة إلى تطبيقات ميكانيكية أخرى.